# 湖光岩

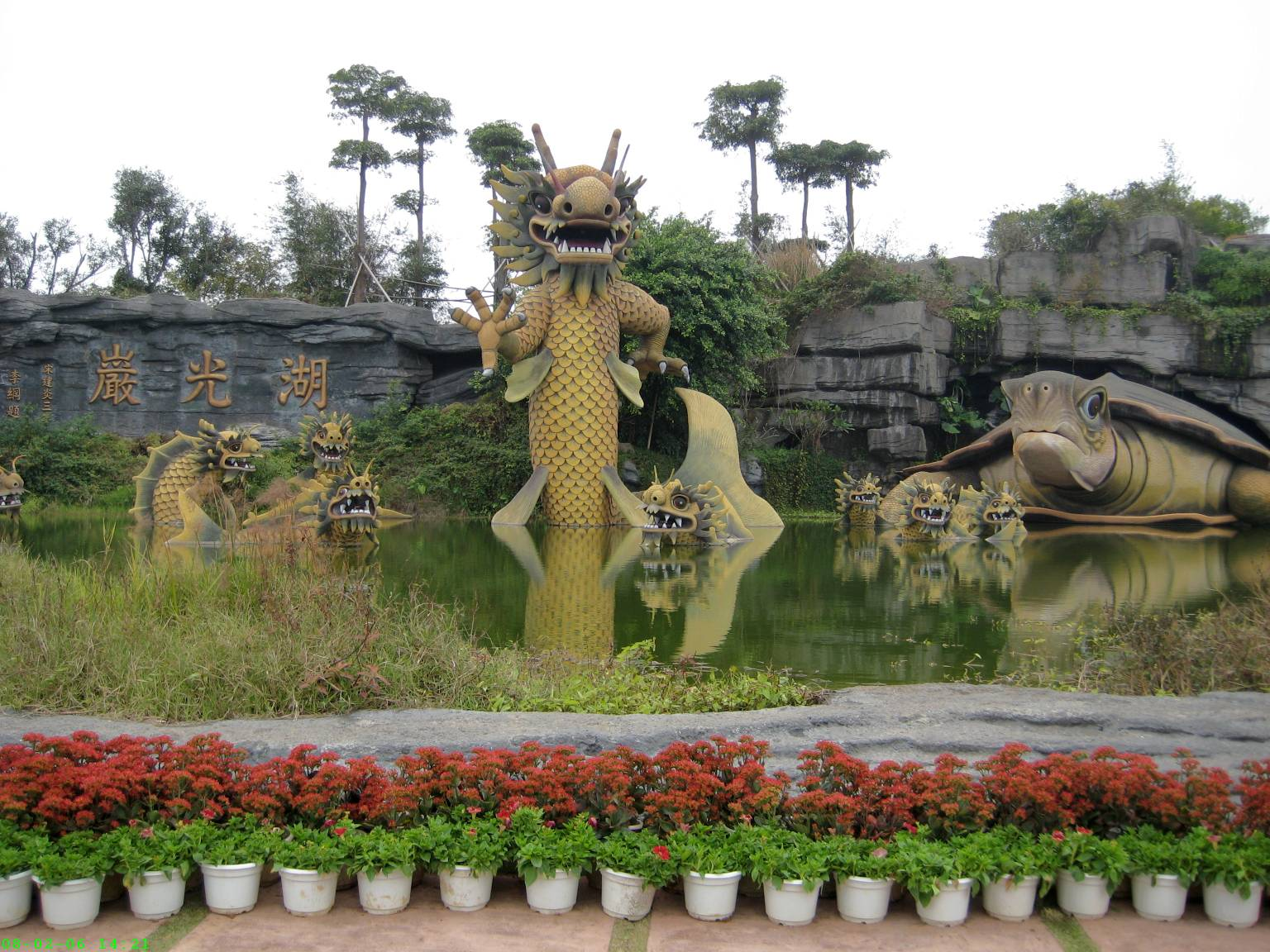
湖光岩的龙鱼神龟

湖光岩位于广东省湛江市区西南18公里处，是中国唯一的火山口形成的玛珥湖，其面积达4.7平方公里，水面面积达2.3平方公里。湖底的火山灰沉积物达420米，湖水深20多米。湖光岩是15万年前火山爆发后，火山口的洼地积水成湖，周围的火山堆积依然保持完整，为研究火山成岩作用，新构造运动非常好的依据。
目前，湖光岩已经是中国国家重点风景名胜区、国家地质公园和世界地质公园。

## 地质地貌
湖光岩风景区内土壤以火山岩台地的风化残积红土及剥蚀侵蚀台地的棕红、棕黄色的亚砂土、亚粘土，以及沿海地带的灰黑色淤泥质粘土、亚砂土及粉细砂为主。火山岩台地分布红土的岩性为褐红—砖红色粘土、亚粘土，在热带雨林或季雨林植被条件下，经高温多雨的淋滤和有机质系列化作用，形成砖红壤。 

## 气候特点
湖光岩风景区位于北回归线以南的热带北缘，属热带季风气候，夏长冬短，气候温和。太阳辐射较强，日照时间长。7—10月份日照时数量长。1月气温最低，月均15.8℃，7月气温最高，月均28.9℃。雨量丰富，分布不均，台风、干旱、海潮、雷电威胁较大。

## 票价
湖光岩风景区是国家级风景名胜区、国家地质公园、国家AAAA级旅游景区和全国青少年科普教育基地，居湛江市八景之首。全票50元，学生可享受半票。办理年票可在三年内免费。
21°08′49″N 110°16′49″E / 21.14694°N 110.28028°E